# Friedrich von Feilitzsch
Friedrich Rudolf Ernst Freiherr von Feilitzsch (* 14. Juli 1858 in Jestädt; † 23. Januar 1942 in Bückeburg) war ein Politiker im Fürstentum Schaumburg-Lippe und dessen letzter Staatsminister. Er war dies auch für kurze Zeit im Freistaat Schaumburg-Lippe.

## Leben
Er war der Sohn von Friedrich Karl Christian Freiherr von Feilitzsch (1805–1882), Herr auf Nentschau, Stendorf und Saaleck, und dessen Frau Charlotte von Eschwege (1882–1902). Der Schwiegervater seines Vaters war der Kurfürstlich Hessische Generalleutnant Ferdinand von Eschwege, Herr auf Jestädt und Hessel.
Friedrich von Feilitzsch jun. war Herr von Stendorf mit Saaleck (Provinz Sachsen) und Fürstlich Schaumburgisch-Lippischer Wirklicher Geheimer Rat und Staatsminister, preußischer Landrat und Ehrenbürger von Kösen sowie Rechtsritter des Johanniterordens. Er wurde 1898 Staatsminister (faktisch: Ministerpräsident) des Fürstentums Schaumburg-Lippe und blieb es auch nach der Abdankung von Fürst Adolf II. zu Schaumburg-Lippe am 15. November 1918 (Novemberrevolution). Die Regierung wurde allerdings für den „Bundesstaat Schaumburg-Lippe bis zur endgültigen Neuregelung der Verhältnisse durch den Arbeiter- und Soldatenrat in Bückeburg übernommen“. Formal endete sein Amt erst am 3. Dezember 1918. Somit war Feilitzsch erster Ministerpräsident des sich in Gründung befindlichen Freistaates Schaumburg-Lippe.
Friedrich Rudolf Ernst von Feilitzsch ehelichte am 15. März 1886 in Naumburg Helen von Arnim (1865–1945), Tochter von Felix von Arnim auf Schwaneberg und Timmenhagen und Luise von Borcke. Er hatte aus dieser Ehe zwei Töchter, Lisel von Blücher und Margarethe Thusnelda von Graevenitz (1896–1974, München).